# Creuë
Pour l’article homonyme, voir Creuë (rivière).
Creuë est une ancienne commune française du département de la Meuse en région Grand Est. Elle est associée à la commune de Vigneulles-lès-Hattonchâtel depuis le 1er mars 1973.

## Géographie
Situé entre Chaillon et Vigneulles, dans les côtes de Meuse, Creuë est traversé par la route D901.
Sur le plan hydrographique, la petite rivière de Creuë traverse le territoire du village.

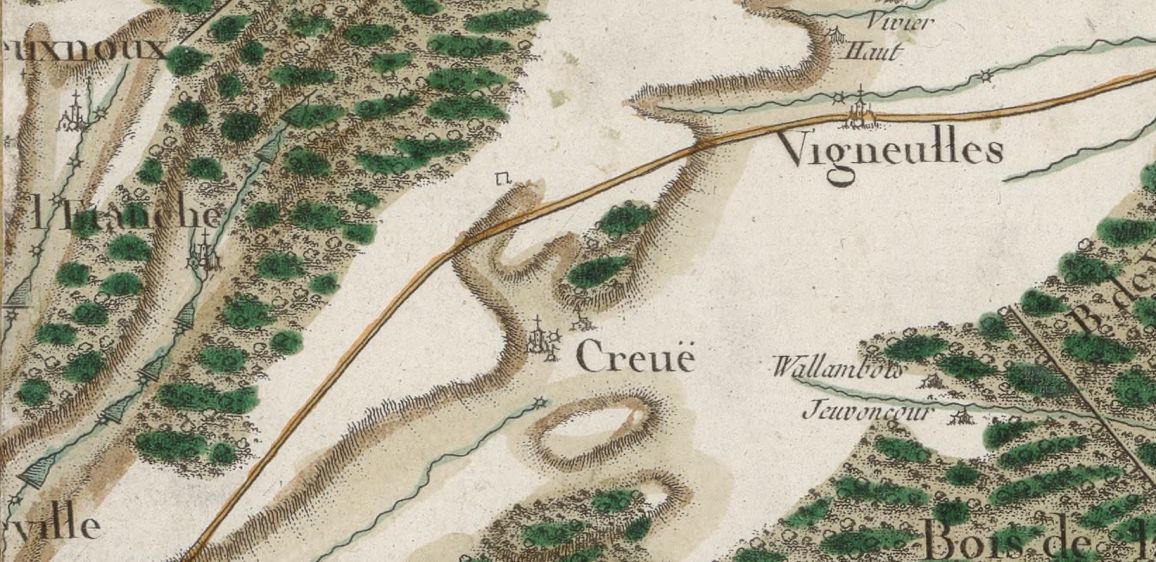
Carte de Cassini réprésentant Creuë et ses environs en 1759

## Toponymie
Anciennes mentions : Creuva et Cruïa (709), Croya (Xe siècle), Ad Creatum (1049), Cruia (1145), De Croio (1166), Crewe (1255), Creuee (1255), Creves et Creues (1316), Creux (1369), Creuue (1674), Cruxium (1738), Creuë (1793),.
Creuë signifie « croix » en lorrain roman. Ce toponyme aurait une deuxième signification liée à l'environnement du village, du fait qu'un ruisseau proche soit dangereux par ses crues. Ainsi, l'origine du nom proviendrait du vieux français creue.

## Histoire
Les origines
Creuë existait avant le VIIIe siècle : un sarcophage mérovingien et plus de 40 sépultures de la même époque ont été découverts en 1969 derrière l'église.
En 709, le comte Wulfoalde, fondateur de l'abbaye de Saint-Mihiel, fait mention de la petite rivière de Creuë « super fluviolo qui vocatur Cruia » et achète dans ce village une terre qu'il donne à sa nouvelle abbaye.
La présence d'une motte féodale est attestée à proximité de l'église dès le VIIIe ou le IXe siècle.
La chapelle Notre-Dame qui appartient à l'actuelle église Saint Pierre et Saint Paul est en fait une ancienne chapelle castrale.
L'époque médiévale
La maison de Creuë était jadis puissante ; elle était une des quatre pairies de l'évêché de Verdun.
La plupart des seigneurs qu'elle a produits sont mentionnés dans les anciens titres. Alain, l'un d'eux, soutint en 1208, la révolte des bourgeois de Verdun contre leur évêque. En 1308, Henri IV d'Aspremont, évêque de Verdun, donna au chevalier Alexandre de Creuë tout ce qu'il possédait dans ce village, pour le récompenser de bons services qu'il en avait reçus.
Cette seigneurie était un fief mouvant de la terre de Neuville-en-Verdunois, qui dépendait autrefois des office et marquisat d'Hattonchâtel, recette et bailliage de Saint-Mihiel, cour souveraine de Nancy.
En 1485, Régnier de Creuë affranchit les habitants de la servitude de la mainmorte. Il meurt en 1506, et sa pierre tombale est toujours visible dans l'église.
Pierre et Guillaume de Creuë sont les derniers seigneurs de cette maison depuis longtemps éteinte et qui portait d'azur à une croix d'argent, le franc quartier vairé d'or et de sable.
De la Renaissance à la Révolution

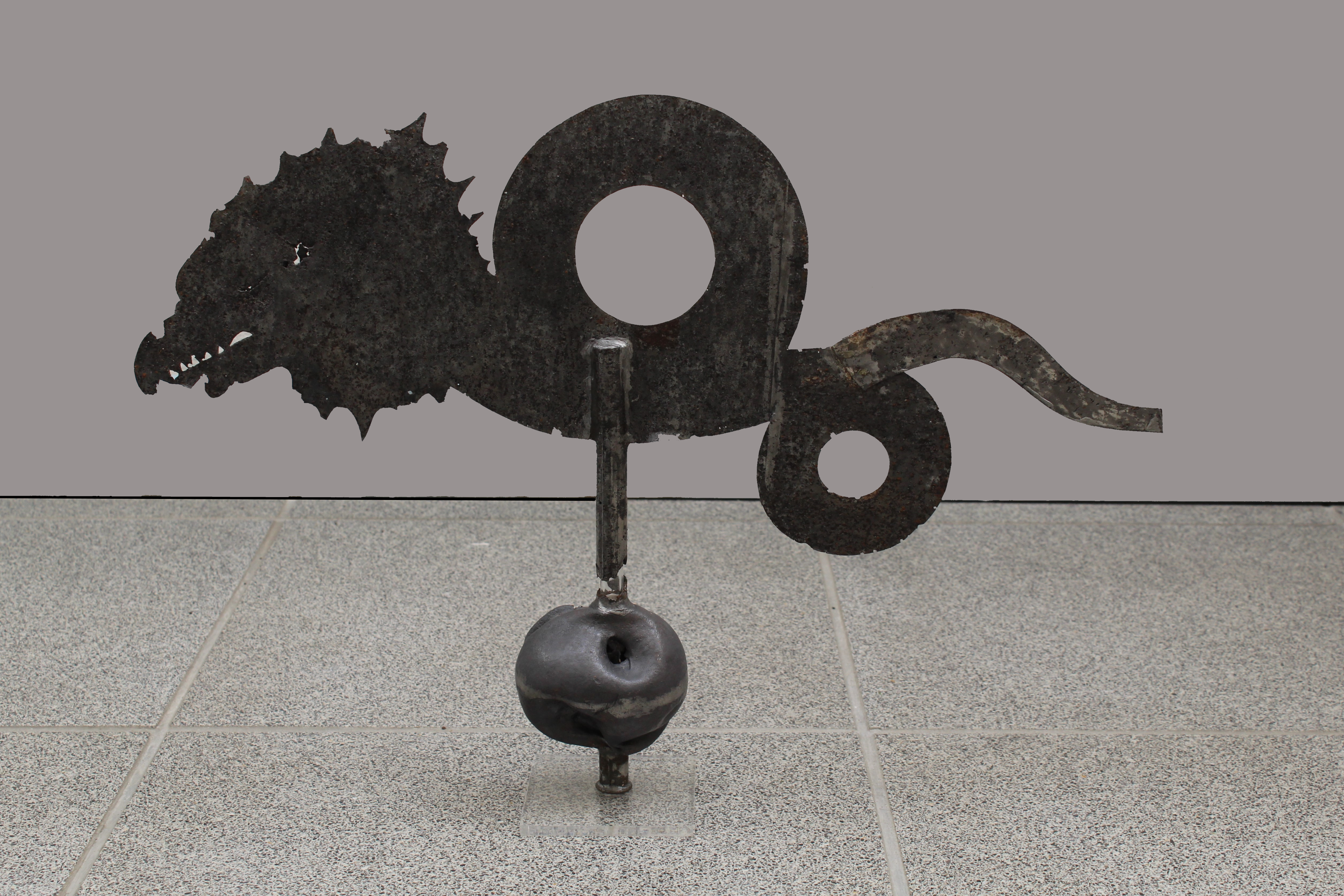
Girouette du gibet de Creuë datant du XVIIe siècle

Vers la fin du XVe siècle, la terre de Creuë passa par acquisition dans la famille de Gérard d'Avillers, bailli de Saint Mihiel, et un siècle plus tard environ dans celle des de Choiseul.
Mais Anne de Choiseul étant morte sans enfant, son époux Jean du Châtelet se remaria à Anne-Marie-Elisabeth Bayer de Boppart et s'attacha au service de la France où il jouit des plus grandes faveurs sous les rois Henri III et Henri IV jusqu'à sa mort, arrivée en 1590.
En 1626, la seigneurie était à Mme Claire d'Anderny, née de Choiseul, qui la laissa après elle à sa sœur Marie, femme de François de Cazillac, chevalier, vicomte de Cessac, marquis de Milhers.
Creuë et ses seigneurs étaient trop peu importants pour qu'il se passa de grands évènements autour d'eux, aussi les faits qui les concernent sont des plus rares. Après divers autres seigneurs demeurés inconnus, Creuë, par acquisition ou succession, se trouva en 1685 entre les mains de Jean Baptiste Duplessis, avocat à Saint-Mihiel, successivement procureur général du Barrois, et de la Table de marbre de Metz. Il est mort et enterré à Creuë le 4 février 1714.
En 1690, c'était François Louis D'Alençon, chevalier, baron de Creuë, comte de Beaufremont, ce qui s'allie peu avec la transmission héréditaire dans la famille Duplessis, mais peut-être la seigneurie était-elle alors divisée ?
Après Jean Baptiste Duplessis, son petit fils Albert, avocat de Metz, lui succéda, marié à Françoise d'Aubertin, qui, devenue veuve, mourut à Creuë où elle fut enterrée le 5 février 1745.
Plus aucun acte ne mentionne les survivants de la famille Duplessis après la mort de Nicolas, seigneur de Creuë, survenue le 4 septembre 1752 à Bar le Duc.
De la Révolution au XXe siècle
La période révolutionnaire n'apporte pas de faits marquants, les prêtes de l'époque, Nicolas Cornus et son successeur Nicolas Joseph Lefèvre, ayant prêté serment constitutionnel. On cite pourtant l'exemple d'un père de l'abbaye de l'Etanche ayant pratiqué durant plusieurs années le culte clandestin dans la forêt entre Creuë et Hattonchâtel
La Grande Guerre va durement éprouver les habitants : occupé dès le 22 septembre 1914, le village ne sera libéré que 4 années plus tard, le 13 septembre 1918. Bien que les destructions aient été nombreuses, il semble que le village ait été relativement épargné par rapport à ses voisins : Vigneulles-lès-Hattonchâtel, Chaillon, Dompierre-aux-Bois... Comme d'autres villages, il semble que les Allemands aient maintenu une population pour leur servir de bouclier humain.
Le 1er mars 1973, la commune de Vigneulles-lès-Hattonchâtel fusionne avec celles de  Creuë, Billy-sous-les-Côtes, Hattonchâtel, Hattonville, Saint-Benoît-en-Woëvre et Viéville-sous-les-Côtes sous le régime de la fusion-association.

## Politique et administration
| Période                                  | Période   | Identité      | Étiquette | Qualité |
| ---------------------------------------- | --------- | ------------- | --------- | ------- |
| Les données manquantes sont à compléter. |           |               |           |         |
|                                          | 2014-2020 | Alain Huguet  |           |         |
|                                          | En cours  | Michel Thomas |           |         |

## Démographie
| 1793 | 1800 | 1806 | 1821 | 1831 | 1836 | 1841 | 1846 | 1851 |
| ---- | ---- | ---- | ---- | ---- | ---- | ---- | ---- | ---- |
| 500  | 640  | 700  | 700  | 742  | 750  | 754  | 759  | 759  |

| 1856 | 1861 | 1866 | 1872 | 1876 | 1881 | 1886 | 1891 | 1896 |
| ---- | ---- | ---- | ---- | ---- | ---- | ---- | ---- | ---- |
| 717  | 654  | 654  | 625  | 610  | 579  | 543  | 524  | 514  |

| 1901 | 1906 | 1911 | 1921 | 1926 | 1931 | 1936 | 1946 | 1954 |
| ---- | ---- | ---- | ---- | ---- | ---- | ---- | ---- | ---- |
| 487  | 473  | 439  | 310  | 269  | 250  | 240  | 212  | 200  |

| 1962 | 1968 | - | - | - | - | - | - | - |
| ---- | ---- | - | - | - | - | - | - | - |
| 224  | 191  | - | - | - | - | - | - | - |

## Culture locale et patrimoine
La revue espérantophone La Gazeto (eo), traitant de sujets culturels mondiaux, est éditée dans le village par Eugène de Zilah.

### Lieux et monuments
- Église Saint-Pierre et Saint-Paul à Creuë XIIe siècle, fin XVe siècle, début XVIe siècle et XIXe siècle  Inscrit MH (1994)[9].
- Gibet de Creuë du XVe siècle[10].
- Source de la Creuë (rivière).

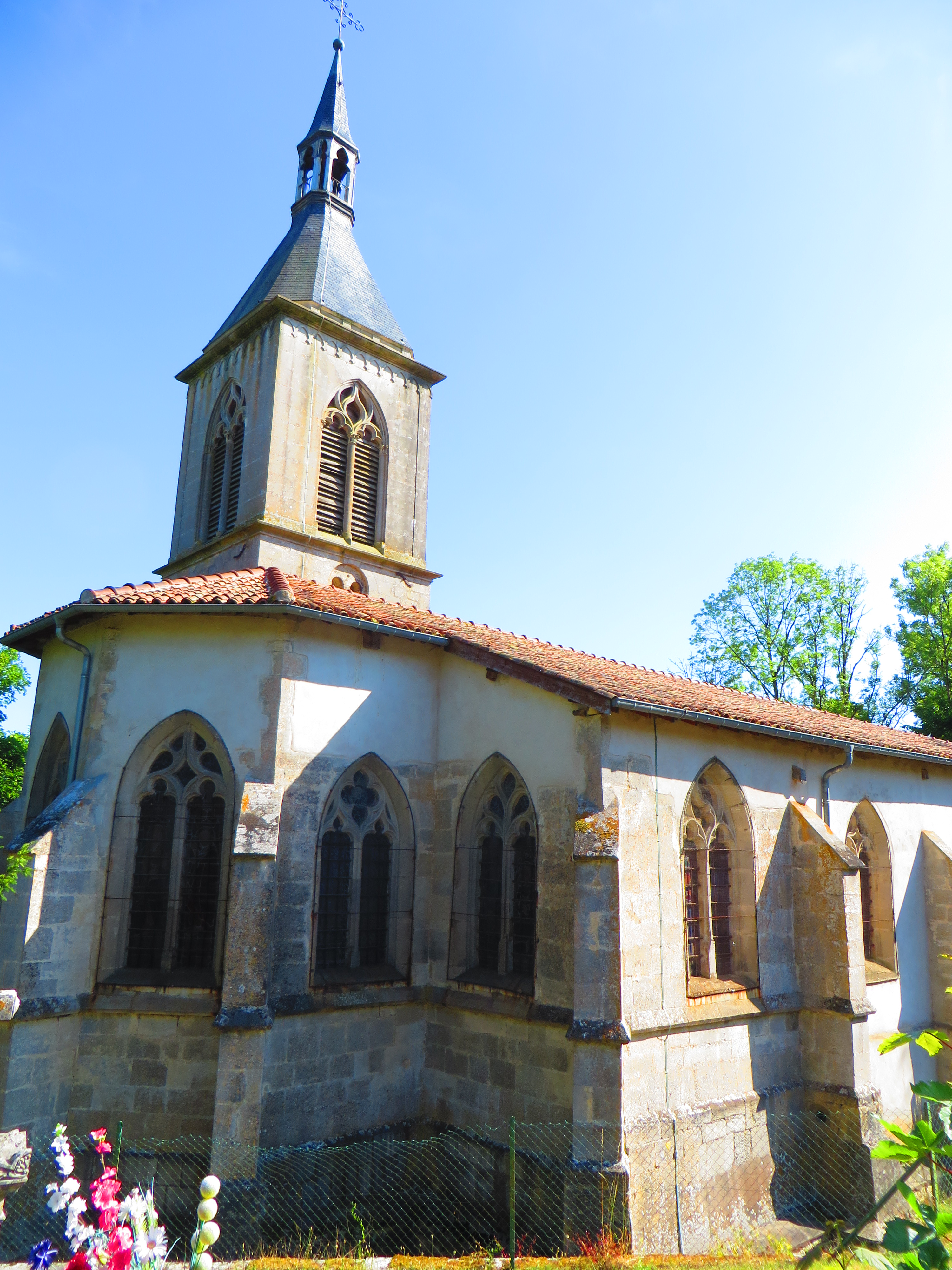
Église Saint Pierre Saint Paul
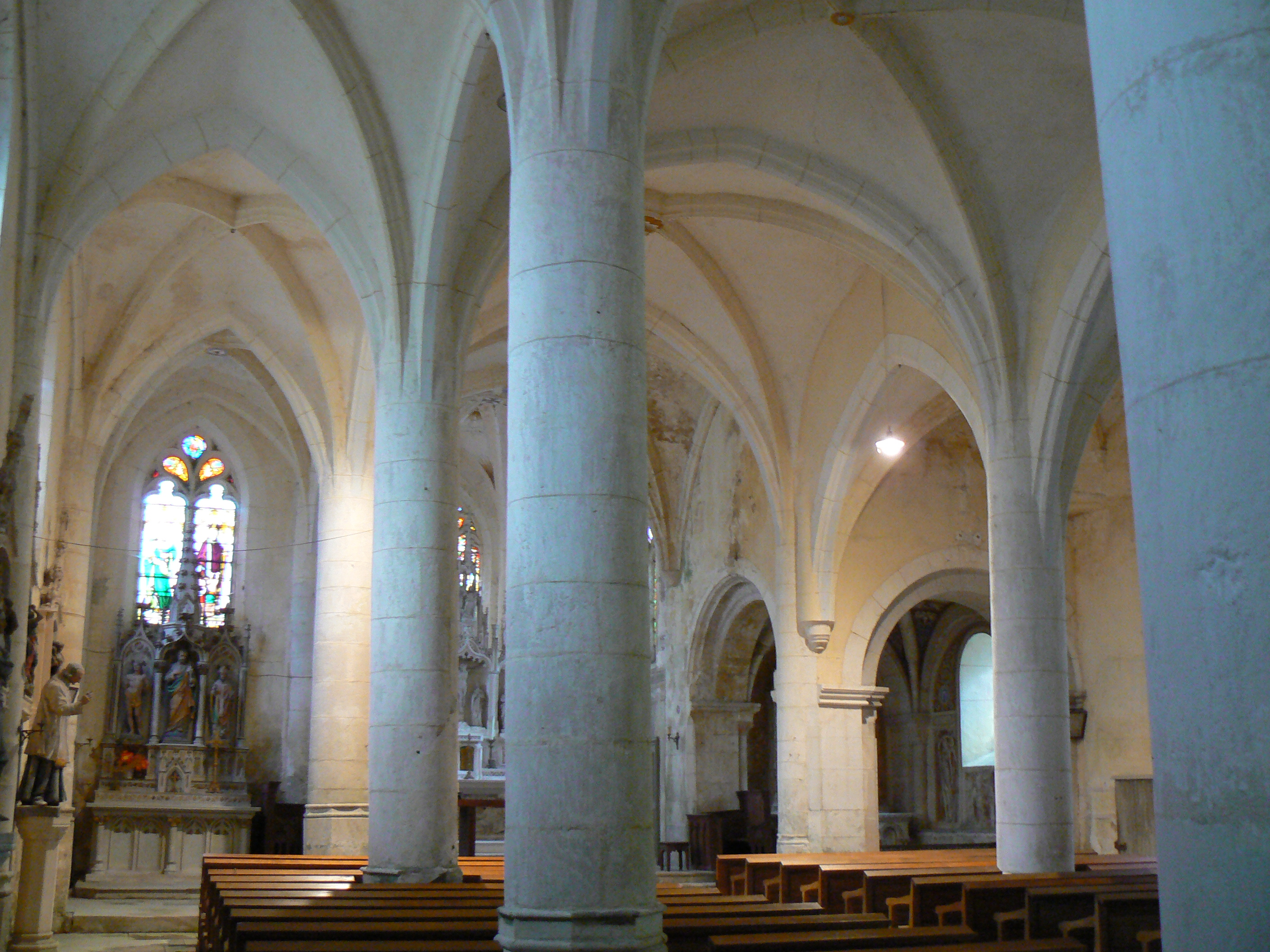
Église Saint Pierre Saint Paul de Creuë, nef
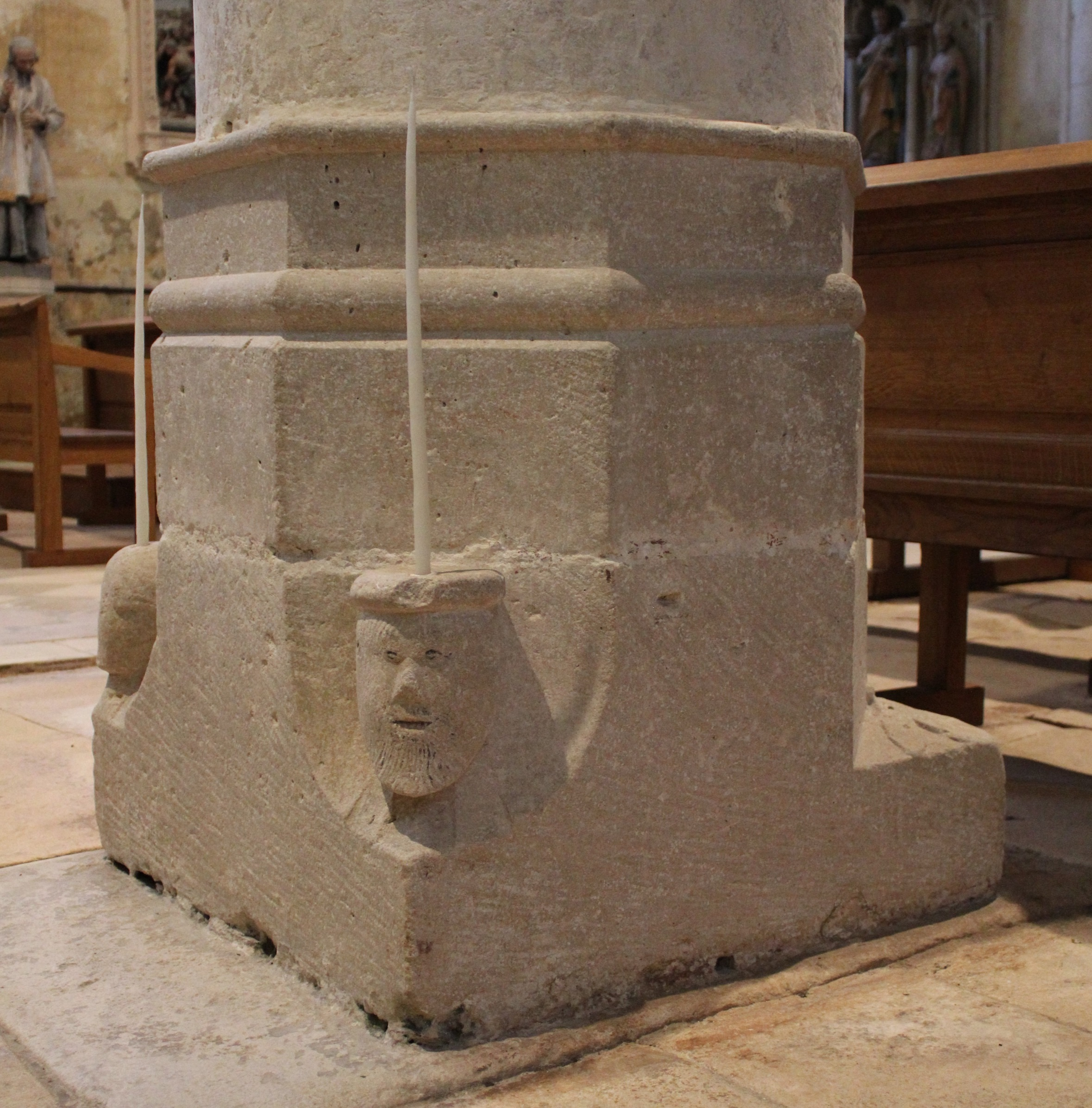
Figures porte-cierge
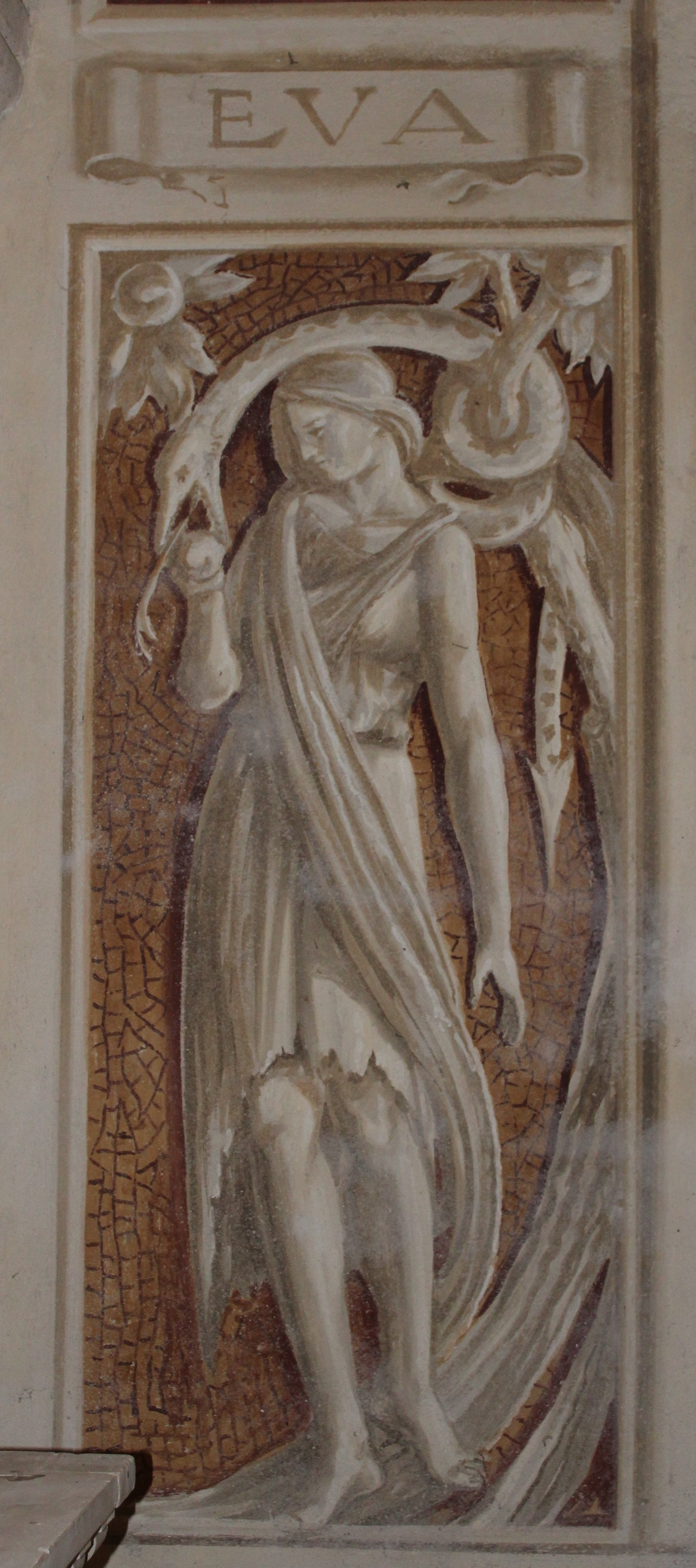
Fresques de Duilio Donzelli
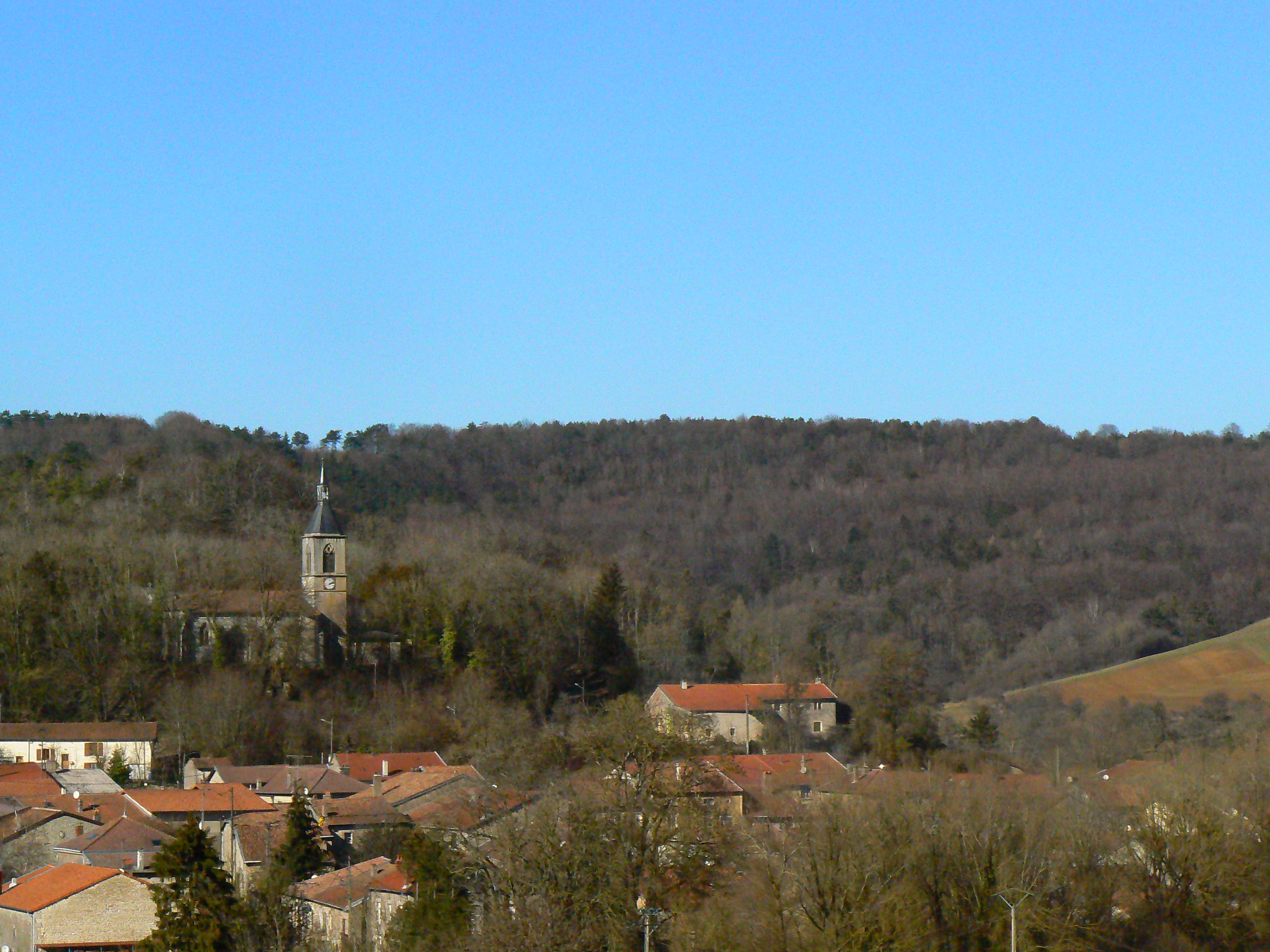
Val de la Creuë
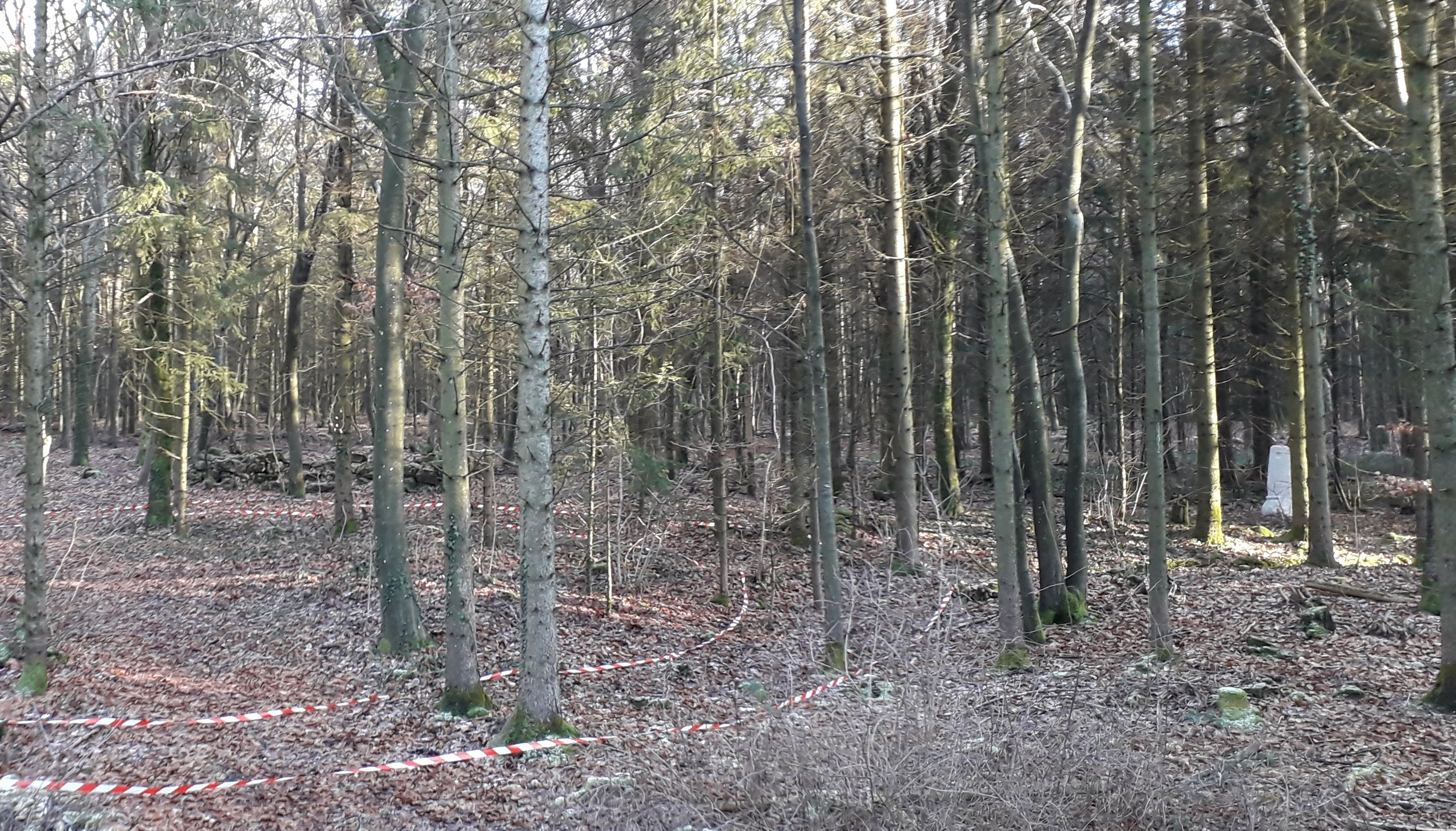
Gibet de Creuë

### Héraldique
| Blason | Blasonnement : D'or à la croix de sable au franc-canton d'argent chargé de quatre pals d'azur. Commentaires : Ce blason reprend les armes de la famille de Creuë. |

## Personnalités liées à Creuë
- Les seigneurs de Creuë[11].
- Antonin Drapier.
- Eugène de Zilah.